# Kościół Świętego Krzyża w Szczecinie
Kościół pw. Świętego Krzyża w Szczecinie – rzymskokatolicki kościół parafialny znajdujący się na szczecińskim osiedlu Pogodno. Należy do dekanatu Szczecin-Pogodno archidiecezji szczecińsko-kamieńskiej.

## Historia
Pierwotnie w miejscu dzisiejszego kościoła stała protestancka kaplica z 1834 roku, mieszcząca nie więcej niż 500 osób . Po zakończeniu II wojny światowej jako katolicka poświęcona została 15 sierpnia 1946 roku . Wzrastająca liczba mieszkańców wymagała by powstał nowy kościół, na co ówczesne władze nie zgadzały się aż do roku 1971, gdy parafia dostała zezwolenie na budowę . Parafia sformułowała wniosek w ten sposób, że prosiła o rozbudowę, a nie budowę . Pracami architektonicznymi zajął się architekt Zbigniew Abrahamowicz, który przedstawił dwie koncepcje: jedną na planie prostokąta, drugą o układzie centralnym teatralnym. Wybrana została druga opcja . 
Budowę rozpoczął ówczesny proboszcz Franciszek Kotula. Później byli to kolejni proboszczowie: Stefan Kałużny (1974-1977), Franciszek Moździerz. Kościół poświęcony został 8 grudnia 1978 roku przez arcybiskupa szczecińsko-kamieńskiego Jerzego Strobę . 

## Architektura
Budowla składa się z dwóch połączonych ze sobą kościołów: starego wybudowanego w 1930 roku oraz nowego wzniesionego w latach 1972-1978 według projektu architekta Zbigniewa Abrahamowicza w stylu modernistycznym. Nowy kościół został wybudowany w formie hali bez wyodrębnionego prezbiterium. Jest to pierwsza świątynia wybudowana w mieście po II wojnie światowej. 

## Wyposażenie
Zachowane zostało wyposażenie starej świątyni: polichromie ornamentalne namalowane na stropie przedsionka i na wspornikach ścian bocznych nawy głównej, prospekt organowy i organy, chrzcielnica z marmuru w przedsionku, dwa elementy witraża umieszczonego w owalnym oknie nawy głównej, na którym przedstawiona jest panorama Szczecina z widocznym zamkiem książąt pomorskich i bazyliką archikatedralną św. Jakuba a także ławki dla wiernych wykonane w I połowie XIX stulecia. Do powojennego wyposażenia starego kościoła należą obraz Chrystusa Miłosiernego oraz figurka Matki Bożej Fatimskiej.
Oszklenie witrażowe w prezbiterium zostało wykonane w roku 1978 przez artystów z Krakowa. Ławki i żyrandole zaprojektował główny architekt inż. Zbigniew Abrahamowicz, natomiast pasję Chrystusa odlaną w brązie zaprojektował i wykonał Bolesław Chromy. Drogę krzyżową wykonał w technice sgraffito artysta rzeźbiarz Kazimierz Bieńkowski w roku 1985.
Tabernakulum, ołtarz, ambonę i sedilia wykonano w 1989 r. wg projektu ks. mgr. sztuk pięknych Tadeusza Furdyny SDB z Łodzi. W latach 1982–1983 dobudowano do bryły kościoła dom dla sióstr Felicjanek, zamontowano urządzenia ogrzewcze. Kompozycja całej nowej budowli składa się z kościoła dolnego (jedyne takie rozwiązanie w skali diecezji) oraz, w dolnej kondygnacji, z szeregu salek katechetycznych, biur i magazynów. Górny, właściwy kościół, ma układ amfiteatralny z widokiem na prezbiterium w najniższej części. Ławki rozchodzą się promieniście, od prezbiterium ku najwyższym kondygnacjom świątyni. Cała bryła kościoła zwieńczona jest nowoczesną wieżą. Dach pokryty został blachą miedzianą. Stary kościółek zachowano według wymogów władz, wtopiony w nowoczesną architekturę. Spełnia on rolę dodatkowej kaplicy. Ciekawostką budowlaną jest brak filarów i innych podpór. W dużej przestrzeni kościoła zastosowano strop wiszący, wsparty na obwodzie ścian. Na terenie przykościelnym budynek przedwojenny przy ul. Wieniawskiego 4 jest użytkowany jako plebania. Drugi budynek obok, przy ul. Wieniawskiego 5 jest użytkowany przez Sąd Biskupi Diecezji Szczecińsko-Kamieńskiej, który ks. bp Kazimierz Majdański erygował 31 grudnia 1983 r.